# Falvy
Falvy é uma comuna francesa na região administrativa de Altos da França, no departamento de Somme. Estende-se por uma área de 6,32 km². Em 2010 a comuna tinha 154 habitantes (densidade: 24,4 hab./km²).